# Blue yodeling
Il blue yodeling o blue jodeling è uno stile musicale che unisce elementi del blues con la old time music e lo jodel. Viene a volte definito anche "yodeling blues" o "country jodel". Ebbe il suo periodo di maggior successo tra gli anni '20 e '30 del XX secolo soprattutto in USA, Canada e Australia. Prende il nome dai titoli di 12 canzoni numerate intitolate "Blue Yodel No. X" cantate da Jimmie Rodgers. Altri esponenti di rilievo dello stile sono: Gene Autry, Ernest Tubb e Hank Snow.

## Storia

### Le origini
Le origini dello jodeling risiedono in Europa, soprattutto nelle regioni alpine della Svizzera e dell'Austria. Furono gruppi emigranti europei a portare questo stile negli Stati Uniti. Proprio qui riscosse grande successo nei primi dell'Ottocento tra gli emigrati scozzesi e tedeschi residenti nella zona degli Appalachi dove spesso venivano invitati ad esibirsi cantati svizzeri e austriaci. Sono però artisti afroamericani a unire per la prima volta lo jodel con il blues. I maggiori esponenti in questa prima fase di fusione tra i generi sono: lo jodeling bell boy Monroe Tabor, Beulah Henderson, unica donna nera a cantare jodel, Charles Anderson, Emmett Miller, Milton Brown e Jimmy Long.
Allo stesso tempo tra i musicisti bianchi nacque il white country blues, che univa l'old time music con il blues e il jazz. Tra questi ricordiamo: Bob Wills, gli Allen Brothers, Frank Hutchinson, Dock Boggs e Tom Darby.

### Jimmie Rodgers
Cresciuto nel Mississippi, fu costretto dal padre a lavorare per la ferrovia, nonostante sin da bambino avesse voluto fare il cantante. Ammalatosi però di tubercolosi lasciò il lavoro per dedicarsi a pieno alla carriera di musicista. Seguirono anni di viaggi per gli Stati del Sud con compagnie di Vaudeville e Stringband, esibendosi saltuariamente anche come Blackface.
Nel 1927 un produttore di Bristol in Tennessee, sentendolo esibirsi, lo invitò a fare alcune registrazioni di canzoni old time. Queste registrazioni ebbero un successo limitato e non contenevano ancora lo jodel che lo renderà famoso. Lo stesso anno durante una seconda registrazione, non disponendo di abbastanza brani old time, registrò "T for Texas" come pezzo di riempimento del disco. Il titolo originale "T for Texas" venne successivamente pubblicato nel novembre del 1927 con il nome "Blue Yodel No. 1".
Il pezzo ebbe un successo inaspettato, vendendo più di un milione di copie, sbaragliando le classifiche e scatenando un vero e proprio boom dello yodel.
Rodgers registrò altri 11 Blue Yodel numerati in sequenza, di cui il tredicesimo chiamato "Last blue Yodel" fu pubblicato postumo dopo la morte del cantante nel 1933.
Rodgers fu la prima vera e propria star della musica country, con vendite alle stelle, registrò 113 canzoni di cui una manciata senza jodel. Rodgers, inoltre, viene considerato il padre fondatore di questo genere, spesso imitato e preso come ispirazione dai contemporanei e non solo.
Rodgers, fu il primo bianco a unire il blues con lo jodel. Si pensa che ebbe innumerevoli contatti con afroamericani e la loro musica durante il lavoro per la ferrovia, ascoltando i cori e i ritmi usati dai costruttori dei binari. Si ispirò molto alle loro canzoni, al loro modo di suonare la chitarra e il banjo e al loro modo di parlare, fun influenzato anche dal tempo trascorso assieme ai gruppi Vaudeville, specialmente per quanto riguarda il modo di creare il cosiddetto black falsetto.

### Il successo del blue yodeling
A partire dal successo della canzone T for Texas moltissimi si lasciarono prendere dalla moda dello jodel, il quale venne considerato come vero e proprio sinonimo di musica country. Moltissime case discografiche vollero approfittare del fenomeno di massa, producendo però pochi artisti degni di nota. Anche se qualcuno riuscì ad avere successo. Uno dei più popolari fu Gene Autry, addirittura quasi indistinguibile da Rodgers in alcune delle prime registrazioni, distaccatosi poi per seguire uno stile proprio. A lui si aggiungono il pioniere della steel guitar Cliff Carlisle, il futuro governatore della Louisiana Jimmie Davis, lo jodler prodigio Elton Britt, il canadese Hank Snow ed Ernest Tubb.
Già alla fine degli anni '30 però l'interesse per il blue yodeling era scemato, ed esso venne usato solo raramente come omaggio a Rodgers o in cover delle sue canzoni. Ci fu poi una ripresa del genere nel 1946 con Bill Haley e Slim Whitman. Anche Jerry Lee Lewis registrò alcune canzoni facendo jodeling, tra cui "Lovesick Blues" e "Waiting for a train". Negli anni '70 Dolly Parton e Lefty Frizzell resero omaggio a Rodgers portando la canzone "Mule Skinner Blues" in cima alle classifiche statunitensi.

### Il blue yodeling oggi
Lo jodel oggi non ha più alcun ruolo di spessore, anzi spesso gli artisti di musica country, lo evitano per allontanarsi da un'immagine hillbilly. Vi sono però delle eccezioni. Durante gli anni '90 si vide risorgere brevemente, come forma di protesta contro varianti e artisti definiti troppo commerciali della musica country. Nel 2000 il film di successo "Fratello, dove sei?" con George Clooney diede nuova vita al blue yodeling, incorporandolo nella colonna sonora con una cover della canzone di Rodgers "In the gailhouse now". Nel 2006 la bambina prodigio Taylor Ware si classificò quinta ad America's Got Talent grazie a canzoni che contenevano passaggi jodel.

## Caratteristiche
L'influenza della musica afroamericana nelle canzoni di Rodgers è molto evidente, tanto che venne spesso definito come un nero in un corpo di bianco o come "nero onorario" anche dalla comunità afroamericana dalla quale veniva molto apprezzato. Nel 1957 il giornalista John Greenway trovò un collegamento tra i testi e la musica blue yodel che seguiva uno schema ben preciso. I testi delle canzoni descrivevano principalmente un uomo donnaiolo che si vanta di essere un ottimo amante però costantemente torturato dalla paura che qualcuno arrivi a rubargli la donna. Ne risultano quindi minacce e intimidazioni. Per ottenere questo venivano usate le cosiddette maverick stanzas che avevano come tema la violenza e la promiscuità. Le singole strofe erano unite poi da un ritornello in jodel. Mentre le parole delle strofe erano spesso intimidatorie, i passaggi in uno jodel quasi straziante mostravano i veri sentimenti di solitudine, abbandono e disperazione.
Le strutture del blue yodeling risultano più semplici dello jodel alpino e possono essere facilmente riprodotte. Rodgers prediligeva soprattutto l'espressività del blue yodeling in confronto all'esibizionismo dello jodel alpino sbeffeggiandolo e definendolo un canto tecnico, mentre il suo era di "pancia e cuore". Il blue yodeling veniva considerato un modo per sfogare le frustrazioni sessuali e le aggressioni, una sorta di raffigurazione della virilità maschile dopo l'"evirazione platonica" subita a causa della crisi del 1929. Rodgers usava lo schema del blues a 12 battute (12 bar blues) con la ripetizione della prima strofa. Venivano poi usate delle maverick stanzas o floating lyrics, ovvero dei frammenti di testo molto conosciuti a livello popolare inseriti con o senza modifiche nelle canzoni.
I temi più usati nelle canzoni blue yodeling erano la sessualità e la violenza. Già T for Texas presentava contenuti simili dopo l'adulterio dell'amata. Questo richiamo al tema della violenza si pensa fosse un lascito dei contenuti jazz afroamericani degli anni '20. Inoltre, le canzoni blue yodeling contengono moltissimi giochi di parole e riferimenti ad animali usati per i loro doppi sensi e allusioni sessuali più o meno esplicite. Di spicco anche i cenni al tema della ferrovia, che nascono dall'esperienza biografica di Rodgers e diventarono l'espressione di un malinconico desiderio di espansività e indipendenza che rispecchiava la vita di innumerevoli americani in cerca di una vita migliore.

## Letteratura
- Robert Coltman: Roots of the Country Yodel: Notes toward a Life History. In: Nolan Porterfield (Hrsg.): Exploring Roots Music, Twenty Years of the JEMF Quarterly. The Scarecrow Press, 2003, ISBN 978-0-8108-4893-1, P. 135–156.
- Charles Wolfe: A Lighter Shade of Blue: White Country Blues. In: Steven Carl Tracy (Hrsg.): Write Me a Few of Your Lines: A Blues Reader. University of Massachusetts Press, 1999, ISBN 978-1-55849-206-6, S. 514–530, hier: P. 524 s.
- Graeme Smith: Yodeling. In: John Shepherd (Hrsg.) et al.: Continuum Encyclopedia of Popular Music of the World. Volume 2: Production and Performance. Continuum International Publishing Group, 2003, ISBN 978-0-8264-6322-7, P. 176 s.
- Yodeling Cowboys and such. In: Nick Tosches: Country: The Twisted Roots of Rock’n’Roll. Da Capo Press, 1996, ISBN 978-0-306-80713-8, P. 109–117;